# 豪拉交匯站
豪拉交汇站（英語：Howrah Junction），又称为豪拉站（英語：Howrah railway station），是一个位于印度豪拉的铁路车站，位于胡格利河西岸，通过附近的豪拉大桥与加尔各答相通，为加尔各答都会区的五个城际铁路车站之一，同时也是加尔各答市郊铁路的车站，是印度最古老、规模最大、最繁忙的铁路车站之一。
此站第一班面向公众的列车于1954年8月15日开出。截至2019年，该站每日客流量超过100万人次，共设23个站台，每日接发252班邮政列车/特快列车，以及500多班市郊列车开行，23个站台中有10个长度足够停靠24编组以上的列车。该站也有行包列车和货运列车到发。豪拉-巴达曼主线是连接该站的最繁忙铁路线路。
该站由东部铁路区和东南铁路区运营。

## 历史
1854年，英属印度殖民政府开始修筑一条连接加尔各答与Bardhaman区煤田的铁路，这是印度的第二条铁路，仅次于1853年修筑的孟买到塔那的铁路。这条铁路线从豪拉开始，当时豪拉还只是加尔各答和对面的一个小镇。起初这是一条单轨铁路，豪拉交匯站仅仅用于货运，除了售票处只有一个小棚子和几个仓库。但是运输量逐渐增加，车站建筑被延伸了。由于运输量巨大，1901年提议修建一个新车站，车站由英国工程师Halsey Ricardo设计，1905年12月1日投入使用。火车从该车站通过东部铁路往Burdwan及向北沿着恒河，通过东南铁路向西通往孟买或向南到金奈；东南铁路过去称为孟加拉-那格浦尔铁路（BNR），由于出名的缓慢，绰号是“从不准时”。
4条印度最重要的铁路干线都以豪拉为起点：豪拉-德里、豪拉-孟买、豪拉-金奈、豪拉-古瓦哈提。
豪拉交匯站是东部铁路区豪拉铁路分区总部所在地。